# Хе Бингђао
Хе Бингђао (кинески: 何冰娇; рођена 21. марта 1997. године) је кинеска играчица бадминтона. Освојила је сребрне медаље на Љетњим олимпијским играма 2024. године и на првенству Азије 2019. године. Такође је освојила бронзане медаље на свјетским првенствима 2018. године и 2021. године, азијским првенствима 2017. и првенству Азије 2024. године као и на Азијским играма 2022. године. Била је дио кинеског победничког тима на Судирман купу 2021. и 2023, Убер купу 2020. и Убер купу 2024, године као и на екипном првенству Азије 2016. Поред тога, освојила је и златну медаљу на Љетњим олимпијским играма младих 2014. године.

## Каријера

### Почетак каријере
Почела је да добија интензивну обуку бадминтона у Јуниорској спортској школи у Суџоу, када је имала 7 година. Пет година касније, послата је у Нањинг на студије теже обуке. Јуниор се већ такмичио на вишем нивоу, и направио свој виши међународни деби на Вијетнам Опен 2013. године . Године 2014. такмичила се на Љетњим олимпијским играма младих, освојивши златну медаљу појединачно у конкуренцији дјевојчица и бронзу у мјешовитом пару.

### 2013-2015.
Хе Бингјиао је почела да игра на међународним турнирима 2013. године када је имала 16 година. Стигла је до полуфинала Азијског јуниорског првенства гдје је поражена од тајланђанке Бусанан Онгбамрунгпхан у равним играма. Такође је стигла до полуфинала Свјетског јуниорског првенства, али је поражена од Јапанке Аје Охори. Освојила је Вијетнам Опен побједивши индонежанку Хера Деси у равним играма за само 21 минут.
На Свјетском јуниорском првенству 2014. године, осветила је пораз од Аје Охори на Свјетском јуниорском првенству прошле године, побједивши је у правим играма. Међутим, морала је да се задовољи сребрном медаљом након што је изгубила од још једне Јапанке Акане Јамагучи у тијесном финалном мечу од 3 гема 21-14, 18-21, 13-21. Њена највећа побједа дошла је на Олимпијским играма младих, гдје је победила Акане Јамагучи у још једном тешком мечу и осветила се за пораз у финалу Свјетског јуниорског првенства. Такође је имала добру кампању на Битбургер Опену, гдје је победила истакнуте противнике као што су Мишел Ли и Бејвен Шанг, али је завршила као другопласирана након пораза од Сун Ју.
У 2015. години, освојила је своју прву титулу године на Кинеском Мастерсу, победивши Хуи Ксируи. Такође је добила посљедње мјесто на Отвореном првенству Новог Зеланда, али је поражена од јапанске играчице Сене Каваками. Хе је претрпила шокантан пораз у четвртфиналу Свјетског јуниорског првенства од Натсуки Нидаира из Јапана. Хе је тврдила да је титулу Индонезијски Мастерс касније те године, побједивши Чен Јуфеј у правим играма у финалу. Њене побједе на турниру укључивале су највеће изненађење против двоструке бронзане медаље на Свјетском првенству П. В. Синдху.

### 2016.
Имала је један од највећих турнира у каријери на Отвореном првенству Швајцарске, гдје је побједила најбоље свјетске играче: Ратчанок Интанон, П. В. Синдху и Сун Ју и успјела да стигне до финала. Победила је Ванг Јихан у једностраном финалном мечу, 21-16, 21-10, и осветила се за пораз у Ол Енгланд опену против ње. Она је освојила своју прву титулу Суперсерије на Јапан Опену, побједивши Сун Ју у финалу. Након тога је освојила Суперсерију Отвореног првенства Француске, побједивши Бејвен Шанг у веома лаком финалу 21-9, 21-9. Успјешно је одбранила титулу на Битбургер Опену, побједивши Ничаон Ђиндапол у финалу. Као резултат њених изванредних наступа, она се квалификовала за сезону завршнице Финала Суперсерије, гдје је имала задовољавајуће резултате. Упркос поразу од Тај Цујинг и Сунг Ђихјун, побједила је Ратчанок Интанон након што је Интанон напустила меч са заостатком 19-21, 11-10.

### 2017.
Хе Бингђао је стигла до полуфинала Азијског првенства након тешке борбе против олимпијске сребрне медаље П. В. Синдху у четвртфиналу. Међутим, изгубила је у полуфиналу од Акане Јамагучи у равним играма, чиме је освојила бронзану медаљу. Она је такође била дио кинеског тима Судирман купа који је освојио сребрну медаљу на том турниру након што је изгубио од Јужне Кореје у финалу. На Свјетском првенству у Глазгову, Шкотска, изгубила је од домаће фавориткиње Кирсти Гилмур у трећем колу у узбудљивом мечу, 14-21, 21-15, 16-21. Није успјела да одбрани титулу у Јапану након што је у финалу изгубила од Каролине Марин. И овај пут се квалификовала за финале Свјетске Суперсерије у Дубајиу, али је изгубила све мечеве у групи, изгубивши од П. В. Синдху, Акане Јамагучи и Сајаке Сато. Због тога јој је ускраћено мјесто у полуфиналу.

### 2018.
Хе Бингђао је стигла до финала Малезије Опен по први пут, али није успјела да пружи добру борбу против Тај Цујинг и чак и након што је имала три меч поена у првом гему. Своју највећу освету је узела против Тај Цујинг на Свјетском првенству, гдје ју је побједила у четвртфиналу у 3 гема 21-18, 7-21, 21-13. Са овом побједом, она је оборила Тај Цујингин је скоро седам мјесеци непобједив рекорд који је укључивао 31 узастопне побједе. Морала је да се задовољи бронзаном медаљом након што је поражена од Каролине Марин у још једном судару од три утакмице, 21-13, 16-21, 13-21.
Такмичила се на Азијским играма, гдје је изгубила од Нозоми Окухара у 16. колу. Она је показала своју велику досљедност након што је стигла до полуфинала разних других турнира. Иако је била квалификована, одлучила је да не учествује у првом издању финала свјетске турнеје у својој домовини Кини, наводећи неке проблеме са повредама које је добила током меча против Сунг Јихјун на Хонг Конг Опену.

### 2019.
На Отвореном првенству Индије победила је браниоца титуле Бејвен Џанг у четвртфиналу и П. В. Синдху по четврти пут узастопно у сљедећем колу, али је у финалу изгубила од Ратчанок Интаноне у узастопним утакмицама. Ово је био њен први пораз против Интаноне.[ Освојила је сребрну медаљу на Азијском првенству након што је поново поразила Акане Јамагучи. Послије раних пораза у Индонезији, Јапану и Тајланду, завршила је као четвртфиналиста Свјетског првенства изгубивши од Нозоми Окухаре. Освојила је титулу на Кореа Опену за 3 године након последњег 2016. године. У финалу је победила Ратчанок Интанон чак и када је имала 4 меч лопте мање. Имала је узнемирујућу кампању на финалу Свјетске турнеје, гдје су је победили Акане Јамагучи, Чен Јуфеи и П. В. Синдху. Водила је против Синдхуе у првој утакмици са огромним вођством од 18–9, али није успјела да консолидује то вођство и на крају је изгубила меч са 19–21, 19–21.

### 2020-2021.
Хе Бингђиао се такмичила на Љетњим олимпијским играма 2020. године као осми носилац у категорији жене појединачно. Завршила је четврта након што је поражена од Чен Јуфеј у полуфиналу и П. В. Синдхуе у мечу за бронзану медаљу. Била је дио кинеског побједничког тима на Судирман купу 2021. године. Стигла је до полуфинала Свјетског првенства 2021. године. Међутим, изгубила је од Тај Цујинг у три утакмице резултатом 17–21, 21–13, 14–21, па се задовољила бронзаном медаљом, њеном другом медаљом на свјетским првенствима.

### 2022.
Сезону 2022. започела је освајањем Џерман Опен-а и Кореја Мастерса, побједивши сународницу Чен Јуфеи у оба финала. Затим је у октобру освојила узастопне Супер 750 титуле, освојивши Денмарк Опен и Френч Опен. Као резултат њеног доброг учинка ове сезоне, квалификовала се за финале Свјетске турнеје, гдје је била на врху групе побједивши Тај Цујинг, Ратчанок Интанон и Бусанан Онгбамрунгпхан и стигла до полуфинала по први пут у каријери. Међутим, Тај Цујинг ју је надјачала у директним играма. Упркос томе, она је и даље достигла 5. мјесто у каријери на крају године.

### 2024.
Након што је освојила сребрну медаљу у синглу за жене на Љетњим олимпијским играма 2024., повукла се из међународног бадминтона 13. августа 2024. године. Похваљена је због њеног спортског духа током Олимпијских игара, посебно током полуфинала док је играла са Каролином Марин, гдје се њена противница повриједила током другог меча при резултату 10-5, гдје је побједила Марин. Ускладила је своју игру са њом и предала јој тренинг шутеве за наредна два поена пијре него што се Марин повукла. На церемонији побједе донијела је шпанску заставу да ода поштовање својој противници у полуфиналу.

## Спортска постигнућа

### Олимпијске игре
Категорија жене појединачно
| Година | Дисциплина                               | Противник | Бодови       | Резултат |
| ------ | ---------------------------------------- | --------- | ------------ | -------- |
| 2024.  | Порт де ла Шапел Арена, Париз, Француска | Ан Сејунг | 13–21, 16–21 | Сребро   |

### Свјетска првенства
Категорија жене појединачно
| Година | Мјесто одржавања такмичења                              | Противник      | Бодови              | Резултат |
| ------ | ------------------------------------------------------- | -------------- | ------------------- | -------- |
| 2018.  | Nanjing Youth Olympic Sports Park, Nanjing, Кина        | Carolina Marín | 21–13, 16–21, 13–21 | Бронза   |
| 2021.  | Palacio de los Deportes Carolina Marín, Huelva, Шпанија | Тај Цујинг     | 17–21, 21–13, 14–21 | Бронза   |

### Азијске игре
Категорија жене појединачно
| Година | Мјесто одржавања такмичења        | Противник | Бодови       | Резултат |
| ------ | --------------------------------- | --------- | ------------ | -------- |
| 2022   | Binjiang Gymnasium, Хангџоу, Кина | Ан Сејунг | 10–21, 13–21 | Бронза   |

### Првенство Азије
Категорија жене појединачно
| Година | Догађај                                              | Противник      | Бодови       | Резултат |
| ------ | ---------------------------------------------------- | -------------- | ------------ | -------- |
| 2017.  | Wuhan Sports Center Gymnasium, Вухан, Кина           | Акане Јамагучи | 15–21, 19–21 | Бронза   |
| 2019.  | Wuhan Sports Center Gymnasium, Вухан, Кина           | Акане Јамагучи | 19–21, 9–21  | Сребро   |
| 2024,  | Ningbo Olympic Sports Center Gymnasium, Ningbo, Кина | Ванг Жији      | 19–21, 17–21 | Бронза   |

### Олимпијске игре младих
Категорија дјевојчице појединачно
| Година | Мјесто одржавања такмичења             | Противници      | Бодови              | Резултат |
| ------ | -------------------------------------- | --------------- | ------------------- | -------- |
| 2014   | Nanjing Sport Institute, Nanjing, Кина | Akane Yamaguchi | 22–24, 23–21, 21–17 | Злато    |

Категорија мјешовити парови
| Година | Мјесто одржавања такмичења             | Партнер     | Противници                | Бодови       | Резултат |
| ------ | -------------------------------------- | ----------- | ------------------------- | ------------ | -------- |
| 2014   | Nanjing Sport Institute, Nanjing, Кина | Sachin Dias | Mek Narongrit Qin Jinjing | 21–16, 21–18 | Бронза   |

### Свјетска јуниорска првенства
Категорија дјевојчице појединачно
| Година | Мјесто одржавања такмичења                       | Противници     | Бодови              | Резултат |
| ------ | ------------------------------------------------ | -------------- | ------------------- | -------- |
| 2013   | Hua Mark Indoor Stadium, Bangkok, Thailand       | Аја Охори      | 16–21, 17–21        | Бронза   |
| 2014   | Stadium Sultan Abdul Halim, Alor Setar, Malaysia | Акане Јамагучи | 21–14, 18–21, 13–21 | Сребро   |

### Азијска јуниорска првенства
Категорија дјевојчице појединачно
| Година | Мјесто одржавања такмичења                      | Противници             | Бодови       | Резултат |
| ------ | ----------------------------------------------- | ---------------------- | ------------ | -------- |
| 2013.  | Likas Indoor Stadium, Кота Кинабалу, Малезија   | Busanan Ongbamrungphan | 16–21, 17–21 | Бронза   |
| 2015.  | CPB Badminton Training Center, Бангкок, Тајланд | Pornpawee Chochuwong   | 21–16, 21–17 | Злато    |

### Свјетска турнеја Свјетске бадминтон федерације (5 титуле, 4 другопласираних)
Свјетска турнеја BWF, која је најављена 19. марта 2017. године и реализована 2018. године, је серија елитних бадминтон турнира које је одобрила Светска федерација за бадминтон. BWF свјетска турнеја је подјељена на нивое финала Свјетске турнеје, Супер 1000, Супер 750, Супер 500, Супер 300 и БСФ Тур Супер 100.
'Ќатегорија жене појединачно
| Година | Турнир        | Ниво      | Противница       | Бодови              | Резултат       |
| ------ | ------------- | --------- | ---------------- | ------------------- | -------------- |
| 2018   | Malaysia Open | Super 750 | Тај Цујинг       | 20–22, 11–21        | Другопласирана |
| 2019   | India Open    | Super 500 | Ратчанок Интанон | 15–21, 14–21        | Другопласирана |
| 2019   | Korea Open    | Super 500 | Ратчанок Интанон | 18–21, 24–22, 21–17 | Побједница     |
| 2022   | German Open   | Super 300 | Чен Јуфеј        | 21–14, 27–25        | Побједница     |
| 2022   | Korea Masters | Super 300 | Чен Јуфеј        | 21–14, 14–21, 21–9  | Побједница     |
| 2022   | Denmark Open  | Super 750 | Чен Јуфеј        | 22–20, 12–21, 21–10 | Побједница     |
| 2022   | French Open   | Super 750 | Каролина Марин   | 16–21, 21–9, 22–20  | Побједница     |
| 2023.  | Тајланд Опен  | Super 500 | Ан Сејунг        | 21–10, 21–19        | Другопласирана |
| 2023.  | Јапан Опен    | Super 750 | Ан Сејунг        | 21–15, 21–11        | Другопласирана |

### BWF Суперсерија (2 титуле, 1 другопласирана)
БВФ Суперсериес, која је покренута 14. децембра 2006. године и спроведена 2007. године, је била серија елитних турнира у бадминтону, које је одобрила Свјетска бадминтонска федерација (БВФ). Нивои БВФ Суперсерије су били Суперсерије и Суперсерије Премијер. Сезона Суперсерије се састојала од дванаест турнира широм свијета који су уведени од 2011. године. Успјешни играчи су били позвани на финале Суперсерије, које се одржавало на крају сваке године.
Категорија жене појединачно
| Година | Турнир      | Противница     | Бодови             | Резултат       |
| ------ | ----------- | -------------- | ------------------ | -------------- |
| 2016   | Japan Open  | Sun Yu         | 21–14, 7–21, 21–18 | Побједница     |
| 2016   | French Open | Beiwen Zhang   | 21–9, 21–9         | Побједница     |
| 2017   | Japan Open  | Carolina Marín | 21–23, 12–21       | Другопласирана |

  BWF Superseries Finals турнир
  BWF Superseries Premier турнир
  BWF Superseries турнир

## Временски оквир перформанси
- W– побједа
- F = учесник финала
- SF = учесник полуфинала
- QF = учесник четвртфинала
- #R– кола 4, 3, 2, 1
- RR = кружна фаза
- Q# = квалификације
- A = одсутан
- G– златна медаља
- S = сребрна медаља
- B = бронзана медаља
- NH = није одржано
- N/A– није примјењиво
- DNQ = није се квалификовао за наставак такмичења

### Национални ниво
- Јунирски ниво

| Тимска такмичења           | 2013. | 2014. | 2015. |
| -------------------------- | ----- | ----- | ----- |
| World Junior Championships | B     | G     | G     |
| Asian Junior Championships | G     | G     | G     |

- Сениорски ниво

| Тимска такмичења               | 2016. | 2017. | 2018. | 2019. | 2020. | 2021. | 2022. | 2023. | 2024. |
| ------------------------------ | ----- | ----- | ----- | ----- | ----- | ----- | ----- | ----- | ----- |
| Убер куп                       | A     | NH    | B     | NH    | G     | NH    | S     | NH    | G     |
| Sudirman Cup                   | NH    | S     | NH    | G     | NH    | G     | NH    | G     | NH    |
| Asian Games                    | NH    | NH    | S     | NH    | NH    | NH    | S     | NH    |       |
| Asian Team Championships       | G     | NH    | S     | NH    | A     | NH    | A     | NH    | A     |
| Asian Mixed Team Championships | NH    | B     | NH    | A     | NH    | NH    | NH    | A     | NH    |

### Такмичење за појединце

#### Јуниорски ниво
- Дјевојчице појединачно

| Events                     | 2013 | 2014 | 2015 |
| -------------------------- | ---- | ---- | ---- |
| Youth Olympic Games        | NH   | G    | NH   |
| World Junior Championships | B    | S    | QF   |
| Asian Junior Championships | B    | QF   | G    |

- Мјешовити парови

| Events              | 2014 |
| ------------------- | ---- |
| Youth Olympic Games | B    |

#### Сениорски ниво
- Жене појединачно

| Tournaments         | 2017 | 2018 | 2019 | 2020 | 2021 | 2022 | 2023 | 2024 |
| ------------------- | ---- | ---- | ---- | ---- | ---- | ---- | ---- | ---- |
| Olympic Games       | NH   | NH   | NH   | SF   | NH   | NH   | NH   | S    |
| World Championships | 3R   | B    | QF   | NH   | B    | 3R   | 3R   | NH   |
| Asian Games         | NH   | 2R   | NH   | NH   | NH   | B    | NH   | NH   |
| Asian Championships | B    | QF   | S    | NH   | NH   | QF   | QF   | B    |

| Такмичење               | 2013. | 2014. | 2015. | 2016. | 2017. | 2018. | 2019. | 2020. | 2021. | 2022. | 2023. | 2024. |
| ----------------------- | ----- | ----- | ----- | ----- | ----- | ----- | ----- | ----- | ----- | ----- | ----- | ----- |
| Year-end Final          | A     | A     | A     | RR    | RR    | A     | RR    | A     | A     | SF    | A     |       |
| All England Open        | A     | A     | A     | 2R    | 2R    | 1R    | QF    | 2R    | A     | QF    | QF    | QF    |
| Denmark Open            | A     | A     | A     | 1R    | 2R    | SF    | 1R    | A     | SF    | W     | QF    |       |
| French Open             | A     | A     | A     | W     | SF    | SF    | QF    | NH    | A     | W     | SF    | QF    |
| Indonesia Masters       | A     | A     | W     | A     | NH    | SF    | SF    | SF    | A     | SF    | 2R    | SF    |
| Indonesia Open          | A     | A     | A     | 2R    | 1R    | SF    | 2R    | NH    | A     | SF    | QF    | QF    |
| Malaysia Open           | A     | A     | A     | 1R    | 1R    | F     | QF    | NH    | NH    | 1R    | 1R    | QF    |
| China Open              | 2R    | wd    | A     | QF    | QF    | QF    | QF    | NH    | NH    | NH    | QF    |       |
| China Masters           | A     | A     | W     | QF    | A     | SF    | QF    | NH    | NH    | NH    | QF    |       |
| Japan Open              | A     | A     | A     | W     | F     | A     | 2R    | NH    | NH    | 2R    | F     | A     |
| Malaysia Masters        | A     | A     | A     | 2R    | A     | QF    | QF    | SF    | NH    | 1R    | A     | A     |
| Singapore Open          | A     | A     | A     | SF    | 2R    | A     | A     | NH    | NH    | 2R    | QF    | 2R    |
| Korea Open              | A     | A     | A     | 2R    | SF    | A     | W     | NH    | NH    | A     | 2R    | A     |
| Thailand Open           | A     | NH    | QF    | A     | A     | A     | 2R    | A     | NH    | QF    | F     | A     |
| Hong Kong Open          | A     | A     | A     | A     | QF    | QF    | QF    | NH    | NH    | NH    | A     | A     |
| India Open              | A     | A     | A     | A     | A     | A     | F     | NH    | NH    | A     | SF    | QF    |
| Korea Masters           | SF    | A     | A     | A     | A     | A     | 2R    | NH    | NH    | W     | A     |       |
| German Open             | A     | A     | A     | A     | A     | A     | A     | NH    | NH    | W     | SF    | A     |
| Australian Open         | A     | A     | A     | 2R    | 2R    | A     | A     | NH    | NH    | A     | A     | A     |
| Taipei Open             | A     | 2R    | A     | SF    | A     | A     | A     | NH    | NH    | A     | A     | A     |
| Hylo Open               | A     | F     | A     | W     | A     | A     | A     | A     | A     | A     | A     |       |
| Macau Open              | A     | 1R    | SF    | A     | A     | A     | A     | NH    | NH    | NH    | NH    | A     |
| New Zealand Open        | A     | A     | F     | A     | A     | A     | A     | NH    | NH    | NH    | NH    | NH    |
| Swiss Open              | A     | A     | A     | W     | A     | A     | A     | NH    | A     | A     | A     | A     |
| Syed Modi International | NH    | A     | A     | 2R    | A     | A     | A     | NH    | NH    | A     | A     |       |
| Vietnam Open            | W     | A     | A     | A     | A     | A     | A     | NH    | NH    | A     | A     | A     |
| China International     | NH    | A     | 2R    | A     | A     | A     | A     | NH    | NH    | NH    | A     | A     |

## Рекорд против изабраних противнице
Рекорд у односу на финалисте на крају године, полуфиналисте Светског првенства и четвртфиналисте Олимпијских игара. Тачно од 6. августа 2024.
| Такмичари                | Резултати | Резултати | Резултати | Разлике у бодовима |
| Такмичари                | Резултати | Побједа   | Губици    | Разлике у бодовима |
| ------------------------ | --------- | --------- | --------- | ------------------ |
| Chen Yufei               | 16        | 8         | 8         | 0                  |
| Li Xuerui                | 5         | 3         | 2         | +1                 |
| Wang Shixian             | 3         | 0         | 3         | –3                 |
| Wang Yihan               | 2         | 1         | 1         | 0                  |
| Zhang Yiman              | 5         | 5         | 0         | +5                 |
| Tai Tzu-ying             | 21        | 4         | 17        | –13                |
| Yip Pui Yin              | 4         | 4         | 0         | +4                 |
| Saina Nehwal             | 3         | 1         | 2         | –1                 |
| P. V. Sindhu             | 21        | 12        | 9         | +3                 |
| Gregoria Mariska Tunjung | 6         | 4         | 2         | +2                 |

| Такмичари                | Резултати | Резултати | Резултати | Разлике у бодовима |
| Такмичари                | Резултати | Побједа   | Губици    | Разлике у бодовима |
| ------------------------ | --------- | --------- | --------- | ------------------ |
| Minatsu Mitani           | 3         | 1         | 2         | –1                 |
| Aya Ohori                | 9         | 8         | 1         | +7                 |
| Nozomi Okuhara           | 14        | 5         | 9         | –4                 |
| Akane Yamaguchi          | 16        | 3         | 13        | –10                |
| An Se-young              | 14        | 5         | 9         | –4                 |
| Bae Yeon-ju              | 2         | 0         | 2         | –2                 |
| Sung Ji-hyun             | 10        | 5         | 5         | 0                  |
| Carolina Marín           | 10        | 3         | 7         | –4                 |
| Porntip Buranaprasertsuk | 2         | 2         | 0         | +2                 |
| Ratchanok Intanon        | 7         | 6         | 1         | +5                 |